# Fabrice Santoro
(Andre Agassi)
Fabrice Vetea Santoro (Tahiti, 9 dicembre 1972) è un allenatore di tennis ed ex tennista francese, presente nel circuito ATP dal 1989.
In passato è arrivato fino alla diciassettesima posizione del ranking mondiale. In carriera ha collezionato 6 titoli in singolare. Il suo migliore risultato in un torneo del grande Slam è dato dai quarti raggiunti all'Australian Open del 2006.
Fabrice ha raggiunto i suoi migliori risultati nei tornei di coppia: ha vinto ben 22 tornei, tra cui 2 Australian Open (2003 e 2004, entrambi in coppia con Michaël Llodra). Nel 2005 ha vinto anche i tornei di Roma e la Tennis Masters Cup (sempre con Michaël Llodra).
Ad inizio 2009 dichiara che quella sarebbe stata la sua ultima stagione da professionista. Disputa il suo ultimo torneo al BNP Paribas Masters di Parigi dove riceve una wild card ma viene eliminato al primo turno dallo statunitense James Blake con il risultato di 6-4, 6-3.
Ad inizio 2010 ci ripensa e partecipa all'Australian Open, dove viene eliminato al primo turno dal croato Marin Čilić col punteggio di 7-5 7-5 6-3; nonostante la sconfitta, che rappresenta di fatto l'ultima partita della sua carriera, la partecipazione al torneo gli consente di diventare il primo giocatore della storia del tennis ad aver partecipato a tornei del Grande Slam in quattro diversi decenni (il primo Slam giocato da Santoro fu infatti il Roland Garros del 1989).

## Caratteristiche tecniche
Era soprannominato "the Magician", a causa del suo particolare gioco: non molto dotato fisicamente per il tennis moderno con i suoi 177 centimetri, basava il suo gioco su continui cambi di ritmo, smorzate e palle in "back" con l'obiettivo di mandare fuori giri l'avversario; giocava inoltre entrambi i colpi con impugnatura bimane ed era dotato di una buona copertura di rete.
Guy Forget, ex tennista nonché capitano della squadra di Coppa Davis francese, una volta si è espresso così riferendosi a Santoro: «Il gioco di Fabrice è paragonabile ad un virus che infetta un computer: a poco a poco distrugge tutto quanto gli sta intorno».

## Statistiche

### Singolare

#### Vittorie (6)
| Legenda                                                       |
| Grande Slam (0)                                               |
| Tennis Masters Cup / ATP World Tour Finals (0)                |
| Masters Series / ATP World Tour Master 1000 (0)               |
| ATP International Series Gold / ATP World Tour 500 Series (1) |
| ATP International Series / ATP World Tour 250 Series (5)      |

| Numero | Data            | Torneo                                         | Superficie | Avversario in finale | Punteggio        |
| 1.     | 19 ottobre 1997 | Open Sud de France, Lione                      | Sintetico  | Tommy Haas           | 6-4 6-4          |
| 2.     | 7 febbraio 1999 | Open 13, Marsiglia                             | Cemento    | Arnaud Clément       | 6-3 4-6 6-4      |
| 3.     | 9 gennaio 2000  | Qatar Open ATP, Doha                           | Cemento    | Rainer Schüttler     | 3-6 7-5 3-0 RIT. |
| 4.     | 3 marzo 2002    | Dubai Tennis Championships, Dubai              | Cemento    | Younes El Aynaoui    | 6-4 3-6 6-3      |
| 5.     | 15 luglio 2007  | Hall of Fame Tennis Championships, Newport (1) | Erba       | Nicolas Mahut        | 6-4 6-4          |
| 6.     | 14 luglio 2008  | Hall of Fame Tennis Championships, Newport (2) | Erba       | Prakash Amritraj     | 6-3 7-5          |

#### Finali perse (6)
| Numero | Data            | Torneo                                   | Superficie  | Avversario in finale | Punteggio               |
| 1.     | 8 ottobre 1990  | Grand Prix de Tennis de Toulouse, Tolosa | Cemento (i) | Jonas Svensson       | 7–6(5), 6–2             |
| 2.     | 8 febbraio 1993 | Dubai Tennis Championships, Dubai        | Cemento     | Karel Nováček        | 6–4, 7–5                |
| 3.     | 7 agosto 1994   | Austrian Open Kitzbühel, Kitzbühel       | Terra rossa | Goran Ivanišević     | 6–2, 4–6, 4–6, 6–3, 6–2 |
| 4.     | 12 gennaio 1998 | Qatar Open ATP, Doha                     | Cemento     | Petr Korda           | 6–0, 6–3                |
| 5.     | 7 marzo 1999    | Copenaghen Open, Copenaghen              | Cemento (i) | Magnus Gustafsson    | 6–4, 6–1                |
| 6.     | 17 giugno 2001  | Halle Open, Halle                        | Erba        | Thomas Johansson     | 6–3, 6(5)–7, 6–2        |

## Finali nei tornei del Grande Slam

### Doppio maschile

#### Vittorie (2)
| Anno | Torneo              | Superficie | Compagno       | Avversari in finale        | Punteggio     |
| 2003 | Australian Open (1) | Cemento    | Michaël Llodra | Mark Knowles Daniel Nestor | 6–4, 3–6, 6–3 |
| 2004 | Australian Open (2) | Cemento    | Michaël Llodra | Bob Bryan Mike Bryan       | 7–6(4), 6–3   |

#### Finali perse (3)
| Anno | Torneo          | Superficie  | Compagno       | Avversari in finale           | Punteggio          |
| 2002 | Australian Open | Cemento     | Michaël Llodra | Mark Knowles Daniel Nestor    | 7–6(4), 6–3        |
| 2004 | Open di Francia | Terra rossa | Michaël Llodra | Xavier Malisse Olivier Rochus | 7–5, 7–5           |
| 2006 | Wimbledon       | Erba        | Nenad Zimonjić | Bob Bryan Mike Bryan          | 6–3, 4–6, 6–4, 6–2 |

### Doppio misto

#### Vinte (1)
| Anno | Torneo          | Superficie    | Compagno           | Avversari in finale              | Punteggio     |
| 2005 | Open di Francia | Terra battuta | Daniela Hantuchová | Martina Navrátilová Leander Paes | 3–6, 6–3, 6–2 |